# Wólka Dulecka
Wólka Dulecka – dawniej samodzielna wieś, obecnie część Radomyśla Wielkiego. Leży na zachód od centrum miasta w okolicy ul. Wałowej.

## Historia
Dawniej wieś i gmina jednostkowa w powiecie mieleckim, za II RP w woј. krakowskim. W 1934 w nowo utworzonej zbiorowej gminie Radomyśl Wielki, gdzie utworzyła gromadę.
Podczas II wojny światowej w gminie Radomyśl Wielki w Landkreis Dębica w dystrykcie krakowskim (Generalne Gubernatorstwo). Liczyła wtedy 362 mieszkańców.
Po wojnie znów w gminie Radomyśl Wielki w powiecie mieleckim, w nowo utworzonym województwie rzeszowskim.
Jesienią 1954 zniesiono gminy tworząc gromady. Wólka Dulecka weszła w skład nowo utworzonej gromady Radomyśl Wielki, gdzie przetrwała do końca 1972 roku, czyli do kolejnej reformy gminnej.
Następnie włączona do Radomyśla Wielkiego. Musiało to nastąpić podczas kadencji 1994-1998, kiedy to jeszcze Wólka Dulecka miała własną reprezentację w Radzie Miasta i Gminy (Stanisław Czuchra), a począwszy od kadencji 1998-2002 już jej nie posiadała Z roku 1995 na 1996 powierzchnia Radomyśla Wielkiego zwiększyła się o 57,4%, a ludność o 24,26% (z 1,892 mieszkańców w 1995 roku do 2,351 mieszkańców w 1996 roku).

## Zobacz także
- Wólka Dulecka, [w:] Słownik geograficzny Królestwa Polskiego, t. XIII: Warmbrun – Worowo, Warszawa 1893, s. 810.